# ماثيو سكريفنر
ماثيو سكريفنر هو محامي وسياسي أمريكي، ولد في 1580، وتوفي في 7 يناير 1609 بسبب غرق.